# West Palm Beach
West Palm Beach er en by i Florida, som befinder sig i Palm Beach County og er administrativt center der. Den vigtige vej Interstate 95 går gennem byen.
Byen har med jernbaneselskaberne Amtrak, Tri-Rail og Brightline, direkte forbindelser til blandt andre Miami, Fort Lauderdale, Orlando, Tampa og Jacksonville i Florida, samt andre byer i det østlige USA, herunder Washington D.C. og New York City.